# Makłakowo (rejon diemidowski)
Makłakowo (ros. Маклаково) – wieś (ros. деревня, trb. dieriewnia) w zachodniej Rosji, w osiedlu wiejskim Zaborjewskoje rejonu diemidowskiego w obwodzie smoleńskim.

## Geografia
Miejscowość położona jest w pobliżu zachodniego brzegu jeziora Sapszo, przy drodze regionalnej 66N-0510 (Koriewo – Worobji – Staryj Dwor – 66N-0506 / Pogołka), 18 km od centrum administracyjnego osiedla wiejskiego (Zaborje), 32 km od centrum administracyjnego rejonu (Diemidow), 80 km od stolicy obwodu (Smoleńsk), 54 km od granicy z Białorusią.
W granicach miejscowości znajduje się ulica Sosnowaja (10 posesji).

## Demografia
W 2010 r. miejscowość zamieszkiwało 6 osób.

## Historia
W czasie II wojny światowej od lipca 1941 roku wieś była okupowana przez hitlerowców. Wyzwolenie nastąpiło we wrześniu 1943 roku.
Na mocy uchwały z dnia 28 maja 2015 roku wszystkie miejscowości (w tym Makłakowo) zlikwidowanej jednostki administracyjnej Worobjowskoje weszły w skład osiedla wiejskiego Zaborjewskoje.